# Костанайська ТЕЦ
53°13′8″ пн. ш. 63°37′17″ сх. д. / 53.21889° пн. ш. 63.62139° сх. д.
Костанайська ТЕЦ — теплова електростанція на півночі Казахстану в місті Костанай.
В 1941 році до Костанаю евакуювали обладнання заводів хімічного волокна «Клінволокно» та «Каменскволокно», на основі якого організували порохове виробництво (в післявоєнні роки майданчик знову перевели на продукування хімволокна). Для забезпечення його енергетичних потреб в січні 1943-го ввели в дію один паровий котел продуктивністю 25 тонн пари на годину та одну парову турбіну потужністю 4 МВт. Можливо зустріти відомості, що котел мав марку «Дюрр-Верне», а турбіна відносилась до типу СР-26.
До 1951-го склад основного обладнання ТЕЦ не змінювався, далі її доповнили паровим котлом № 2, а в 1957-му додали паровий котел № 3 шведського виробництва типу Ла-Монт продуктивністю 45 тонн пари на годину та парову турбіну № 2 від Невського Ленінградського заводу ім. Леніна потужністю 6 МВт (після реконструкції у другій половині 1960-х рахується як належна до типу Р-6-35/5).
В 1958-му котельне господарство поповнив котел № 4 від Таганрозького котельного заводу типу ТП-65 продуктивністю 65 тонн пари на годину.
У 1961 та 1964 роках котли № 1 та № 2 замінили на вироби Білгородського котельного заводу типу БМ-35-39Р продуктивністю по 35 тонн пари на годину. Також у 1961 році турбіну № 1 замінили на нову виробництва Калузького турбінного заводу типу Р-6-35/5 потужністю 6 МВт.
З 1961-го ТЕЦ виділили з заводу хімволокна в окреме підприємство.
У 1974-му додали паровий котел № 5 виробництва Барнаульського котельного заводу типу БКЗ-75-39РМ продуктивністю 75 тонн пари на годину, що дозволило вивести з експлуатації котел № 3.
В 1968, 1969, 1970, 1977 та 1980 роках з метою збільшення теплової потужності ввели в дію п'ять водогрійних котлів — спершу три від бухарестського заводу Вулкан типу ПТВМ-50-1 продуктивністю по 50 Гкал/год (станційні номери 1В — 3В), а потім два Білгородського котельного заводу типу ПТВМ-100 продуктивністю по 100 Гкал/год (номери 4В та 5В).
Станом на 2017 рік станція мала номінальну теплову потужність у 482 Гкал/год при фактичній 349 Гкал/год.
Первісно ТЕЦ була розрахована на споживання вугілля, з 1964-го її перевели на мазут, а в 1970 році — на природний газ, який подали по трубопроводу Картали — Костанай.